# 174 (szám)
A 174 (százhetvennégy) a 173 és 175 között található természetes szám.
A 174 szfenikus szám, mert három különböző prímszám szorzata.
A 174 egy sokszögszám, nevezetesen 59-szögszám.
Félmeandrikus szám.